# Scopula obliquiscripta
Scopula obliquiscripta är en fjärilsart som beskrevs av W. Warren 1897. Scopula obliquiscripta ingår i släktet Scopula och familjen mätare. Inga underarter finns listade.